# سپالوو
سپالوو (به لاتین: Spálov) یک منطقهٔ مسکونی در جمهوری چک است که در ناحیه نووی ییتشین واقع شده‌است. سپالوو ۱۹٫۳۱ کیلومتر مربع مساحت و ۸۹۸ نفر جمعیت دارد و ۵۴۹ متر بالاتر از سطح دریا واقع شده‌است.